# محطة متنقلة

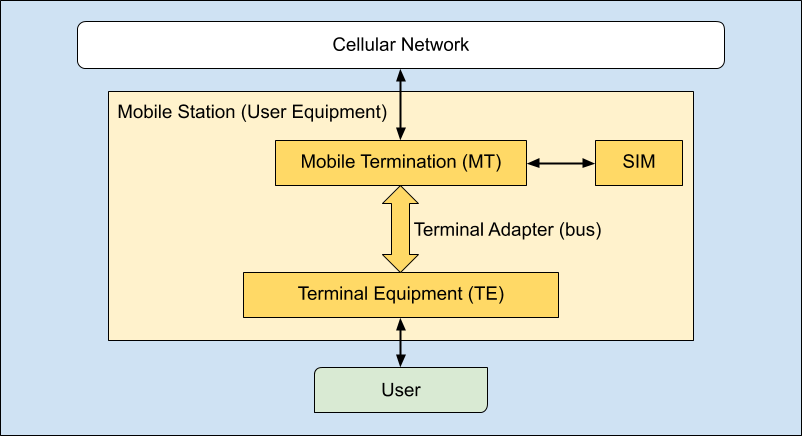
مخطط محطة المحمول

تتكون المحطة المتنقلة ( MS )  من جميع معدات المستخدم والبرمجيات اللازمة للاتصال بالشبكة المتنقلة.
يشير المصطلح إلى النظام العالمي المتصل بشبكة الهاتف المحمول، أي هاتف محمول أو حاسوب محمول متصل باستخدام محول النطاق العريض المتنقل. هذا هو مصطلح أنظمة الجيل الثاني 2G مثل GSM. وفي أنظمة الجيل الثالث، يُشار الآن إلى محطة متنقلة (MS) على أنها معدات المستخدم user equipment (UE).
في نظام GSM تتكون المحطة المتنقلة من أربعة مكونات رئيسية:
- Mobile termination (MT) - يقدم وظائف مشتركة مثل: الإرسال اللاسلكي والتسليم، وترميز الكلام وفك تشفيره، واكتشاف الأخطاء وتصحيحها، وإرسال الإشارات والوصول إلى بطاقة هوية المشترك SIM، ورمز الهوية الدولية للأجهزة المتنقلة IMEI مرفق بـ MT. إنه مكافئ لإنهاء الشبكة للوصول إلى ISDN.
- المعدات الطرفية (TE) اختصار لTerminal equipment - أي جهاز متصل بمحطة الهاتف المحمول والذي يقدم خدمات للمستخدم. لا يحتوي على أي وظائف خاصة بـ GSM.
- المحول الطرفي (TA) اختصار لTerminal adapter - يوفر الوصول إلى Mobile termination (MT) كما لو كان إنهاء شبكة ISDN بقدرات موسعة. يتم الاتصال بين المعدات الطرفية TE وMobile termination MT عبر المحول الطرفي TA باستخدام أوامر AT.
- وحدة هوية المشترك (SIM) - وهي دائرة ذاكرة قابلة للإزالة تخزن رمز تعريف المشترك وبروتوكول المصادقة.